# Sorel-Moussel
Sorel-Moussel är en kommun i departementet Eure-et-Loir i regionen Centre-Val de Loire strax norr om centrala Frankrike. Kommunen ligger i kantonen Anet som tillhör arrondissementet Dreux. År 2022 hade Sorel-Moussel 1 782 invånare.

## Befolkningsutveckling
Antalet invånare i kommunen Sorel-Moussel
Referens:INSEE